# Liste der Grade-I-Bauwerke in Buckinghamshire
| Lage von Buckinghamshire in England                     |
| Gliederung von Buckinghamshire                          |
| 1. Buckinghamshire (Unitary) 2. Milton Keynes (Unitary) |

Diese Liste der Grade-I-Bauwerke in Buckinghamshire nennt die Grade-I-Listed Buildings in Buckinghamshire nach Bezirken geordnet.
Von den rund 373.000 Listed Buildings in England sind rund 9000, also etwa 2,4 %, als Grade I eingestuft. Davon befinden sich etwa 135 in Buckinghamshire.

## Buckinghamshire

### Aylesbury Vale(ehemaliger Distrikt)
1. Church of St Cecilia, Adstock
2. Church of St Mary the Virgin, Ashendon
3. Church of St Mary, Aylesbury
4. Church of St James, Bierton
5. Boarstall Tower
6. Thornborough Bridge
7. Church of St Peter & St Paul, Buckingham
8. Castle House
9. Church of St Mary & St Nicholas, Chetwode
10. Church of St Mary, Chilton
11. Manor House
12. Church of St Peter & St Paul, Upton
13. Dorton House (Ashfold School)
14. Church of St Mary, Drayton Beauchamp
15. Church of St Mary, Edlesborough
16. Church of St Mary, Haddenham
17. Church of All Saints, Hillesden
18. Church of St Nicholas, Ickford
19. Church of St Mary, Ivinghoe
20. Tythrop House, Kingsey
21. Church of St Mary, Leckhampstead
22. Church of St Nicholas, Lillingstone Dayrell
23. Church of St Mary, Lillingstone Lovell
24. Church of St Mary, Long Crendon
25. Notley Farm: Dovecote
26. Notley Abbey House, Long Crendon
27. Notley Abbey House: Enclosing Wall
28. Notley Abbey House: Barn
29. Nether Winchendon House, Lower Winchendon
30. Church of St Nicholas, Lower Winchendon
31. Church of St Mary, Ludgershall
32. Church of St Edmund, Maids Moreton
33. Mentmore Towers
34. Church of All Saints, Claydon Park
35. Claydon House, Claydon Park
36. Church of St Faith, Newton Longville
37. Church of St Mary
38. Church of St Mary, Pitstone
39. Church of St Mary & the Holy Cross, Quainton
40. Church of St John, Radclive
41. Church of St Michael, Stewkley
42. Hartwell House
43. Stowe House; & Service Ranges
44. Stowe: Arches at Each End of North Front
45. Stowe: Dido's Cave
46. Stowe: Equestrian Statue of George I
47. Stowe: Lord Cobham’s Column
48. Stowe: Queen Caroline’s Monument
49. Stowe: Boycott Pavilions
50. Stowe: Captain Cook's Monument
51. Stowe: The Cascade
52. Stowe: Congreve Monument
53. Stowe: Corinthian Arch
54. Stowe: Doric Arch
55. Stowe: Fane of Pastoral Poetry
56. Stowe: Gothic Temple
57. Stowe: Grenville Column
58. Stowe: The Hermitage
59. Stowe: Lake Pavilions
60. Stowe: Oxford Bridge
61. Stowe: Oxford Gate, Gate Piers & Lodges
62. Stowe: Palladian Bridge
63. Stowe: Queens Temple
64. Stowe: Rotondo
65. Stowe: Shell Bridge
66. Stowe: Temple of Ancient Virtue
67. Stowe: Temple of British Worthies
68. Stowe: Temple of Concord & Victory
69. Stowe: Temple of Friendship
70. Stowe: Temple of Venus
71. Stowe: Wolfe Obelisk
72. Church of St Michael, Thornton
73. Church of St Mary, Twyford
74. Church of St Mary Magdalene, Upper Winchendon
75. Waddesdon Manor
76. Church of St Giles, Water Stratford
77. Church of St Mary, Weston Turville
78. Church of St Mary, Whaddon
79. Church of All Saints, Wing
80. Winslow Hall
81. Wotton House, Wotton Underwood; & Walls to Pavilions
82. Wotton House: Entrance Gates, E Screen, Gazebo & Pavilion Walls
83. Wotton House: S Pavilion
84. Wotton House: Clock Pavilion

### Chiltern(ehemaliger Distrikt)
1. Church of St Mary, Amersham
2. Shardeloes, Amersham
3. Milton's Cottage, Chalfont St Giles
4. Church of St Giles, Chalfont St Giles
5. Jordans Meeting House
6. Church of St Michael, Chenies
7. Chenies Manor House
8. Church of St Mary, Chesham
9. Church of St Peter & St Paul, Great Missenden
10. Church of St John the Baptist, Little Missenden
11. Church of Holy Trinity, Penn
12. Old Church of St John the Baptist, The Lee

### South Bucks(ehemaliger Distrikt)
1. Church of St Mary, Burnham
2. Huntercombe Manor, Burnham
3. Burnham Abbey
4. Church of St Mary, Denham
5. Savay Farm, Denham
6. Denham Place
7. Church of St James, Dorney
8. Dorney Court
9. Chapel of St Mary Magdalene
10. Church of St Peter, Iver
11. Church of St Giles, Stoke Poges
12. Manor House
13. Stoke Park (Stoke Poges Golf Club)
14. Cliveden, Taplow
15. Cliveden: Blenheim Pavilion
16. Cliveden: Terrace Wall to Garden Front
17. Cliveden: The Chapel
18. Dropmore, Taplow
19. Dropmore: Aviary
20. Maidenhead Bridge

### Wycombe(ehemaliger Distrikt)
1. Church of the Holy Trinity, Bledlow
2. Chequers, Ellesborough
3. Fawley Court (Divine Mercy College)
4. The Church, Little Hampden
5. Hampden House
6. Church of All Saints, Little Kimble
7. Church of St Nicholas, Great Kimble
8. Harleyford Manor, Great Marlow
9. Church of St Bartholomew, Fingest
10. Church of All Saints, High Wycombe
11. High Wycombe Guildhall
12. Hughenden Manor
13. Marlow Place, Marlow
14. Marlow Bridge
15. Church of St Dunstan
16. Church of St Mary, Radnage
17. West Wycombe Park: West Wycombe Park House
18. West Wycombe Park: The Dashwood Mausoleum

## Milton Keynes
1. The Chapel, Bradwell Abbey
2. Church of St Lawrence, Broughton
3. Church of St Simon & St Jude, Castlethorpe
4. Chicheley Hall
5. Church of St Lawrence, Chicheley
6. Church of St Mary, Clifton Reynes
7. Gayhurst Court: Flat Nos 13 to 26
8. Church of St Peter, Gayhurst
9. Church of St James the Great, Hanslope
10. Church of St Mary, Hardmead
11. Church of St Mary, Haversham
12. Church of All Saints, Lathbury
13. Church of St Michael, Lavendon
14. Church of All Saints, Milton Keynes Village
15. Church of St Mary, Moulsoe
16. Church of St Firman, North Crawley
17. Church of St Peter & St Paul, Olney
18. Church of All Saints, Ravenstone
19. Church of St Mary, Shenley Church End
20. Church of St Laud, Sherington
21. Church of St Peter, Stoke Goldington
22. Tyringham Bridge
23. Tyringham Hall
24. Tyringham Hall: Stable Block
25. Tyringham Lodges
26. Church of St Lawrence, Weston Underwood
27. Church of St Mary Magdalene, Willen